# Barbula
Barbula, rod pravih mahovina iz porodice Pottiaceae. Postoji preko 160 priznatih vrsta.

## Vrste
1. Barbula afrofontana (Müll. Hal.) Broth.
2. Barbula alpicola Müll. Hal.
3. Barbula altipapillosa E.B. Bartram
4. Barbula amplexifolia (Mitt.) A. Jaeger
5. Barbula anastomosans Müll. Hal.
6. Barbula anceps Cardot
7. Barbula appressifolia (Mitt.) A. Jaeger
8. Barbula aquatica Cardot & Thér.
9. Barbula arctoamericana Müll. Hal.
10. Barbula arcuata Griff.
11. Barbula aureola Müll. Hal.
12. Barbula austrogracilis Dusén
13. Barbula bagelensis M. Fleisch.
14. Barbula bicolor (Bruch & Schimp.) Lindb.
15. Barbula bolleana (Müll. Hal.) Broth.
16. Barbula brachymenia (Mitt.) A. Jaeger
17. Barbula bulbiformis Brid.
18. Barbula calycina Schwägr.
19. Barbula calyculosa (Mitt.) A. Jaeger
20. Barbula capillipes Broth.
21. Barbula chenia Redf. & B.C. Tan
22. Barbula chocayensis Broth. & Herzog
23. Barbula clavicostata (Renauld & Cardot) R.H. Zander
24. Barbula confertifolia Mitt.
25. Barbula congoana Thér.
26. Barbula consanguinea (Thwaites & Mitt.) A. Jaeger
27. Barbula convoluta Hedw.
28. Barbula coreensis (Cardot) K. Saito
29. Barbula costata (Mitt.) A. Jaeger
30. Barbula costesii Thér.
31. Barbula crocea (Brid.) F. Weber & D. Mohr
32. Barbula crozalsii (H. Philib.) Broth.
33. Barbula cucullata J. Froehl.
34. Barbula cylindrangia Müll. Hal.
35. Barbula declivium Müll. Hal.
36. Barbula dharwarensis Dixon
37. Barbula dioritica Müll. Hal.
38. Barbula dissita Müll. Hal.
39. Barbula dixoniana (P.C. Chen) Redf. & B.C. Tan
40. Barbula dorrii Renauld & Cardot
41. Barbula dusenii Müll. Hal. ex Broth.
42. Barbula ehrenbergii (Lorentz) M. Fleisch.
43. Barbula enderesii Garov.
44. Barbula eubryum Müll. Hal.
45. Barbula farriae H.A. Crum & E.B. Bartram
46. Barbula fendleri Müll. Hal.
47. Barbula fidelis H.A. Crum & Steere
48. Barbula flavicans D.G. Long
49. Barbula francii Thér.
50. Barbula frigida Müll. Hal.
51. Barbula funalis Dixon & Badhw.
52. Barbula furvofusca Müll. Hal.
53. Barbula fuscoviridis Broth. ex Thér.
54. Barbula geminata Müll. Hal.
55. Barbula glaucescens Hampe
56. Barbula glaucula Müll. Hal.
57. Barbula gracilenta Mitt.
58. Barbula gracillima (Herzog) Broth.
59. Barbula grimmiacea Müll. Hal.
60. Barbula gymnostoma Müll. Hal.
61. Barbula hampeana Paris
62. Barbula hiroshii K. Saito
63. Barbula hispaniolensis W.R. Buck & Steere
64. Barbula hosseusii Thér.
65. Barbula hyalinobasis Broth.
66. Barbula hymenostylioides Broth.
67. Barbula inclinans Schimp. ex Besch.
68. Barbula indica (Hook.) Spreng.
69. Barbula integrifolia (R.S. Williams) R.H. Zander
70. Barbula isoindica R.H. Zander
71. Barbula jacutica Ignatova
72. Barbula janjaninica O'Shea
73. Barbula javanica Dozy & Molk.
74. Barbula juniperoidea Müll. Hal.
75. Barbula kiaeri Broth.
76. Barbula lamprocalyx Müll. Hal.
77. Barbula laureriana Lorentz
78. Barbula lavardei (Thér.) R.H. Zander & S.P. Churchill
79. Barbula leiophylla Tixier
80. Barbula leucobasis Dixon
81. Barbula leucodontoides (Gangulee) Gangulee
82. Barbula lonchodonta Müll. Hal.
83. Barbula lurida Hornsch.
84. Barbula macassarensis M. Fleisch.
85. Barbula majuscula Müll. Hal.
86. Barbula malagana H.A. Crum
87. Barbula marginans Müll. Hal.
88. Barbula marginatula Gangulee
89. Barbula meidensis Cufod.
90. Barbula microcalycina Magill
91. Barbula munyensis R.S. Williams
92. Barbula novae-caledoniae Müll. Hal.
93. Barbula novogranatensis Hampe
94. Barbula novoguinensis Broth.
95. Barbula occidentalis (Mitt.) Broth.
96. Barbula orizabensis Müll. Hal.
97. Barbula pachyloma Broth.
98. Barbula perlinearis Müll. Hal.
99. Barbula pernana Müll. Hal.
100. Barbula pertorquescens Broth.
101. Barbula peruviana (Mitt.) A. Jaeger
102. Barbula pflanzii (Broth.) Herzog
103. Barbula plebeja Müll. Hal.
104. Barbula potaninii Broth. ex Müll. Hal.
105. Barbula pseudoehrenbergii M. Fleisch.
106. Barbula pseudonigrescens Tixier
107. Barbula punae Herzog
108. Barbula purpurascens Dusén
109. Barbula pycnophylla Cardot
110. Barbula pygmaea Müll. Hal.
111. Barbula rechingeri Broth.
112. Barbula riograndensis E.B. Bartram
113. Barbula riparia Müll. Hal.
114. Barbula robbinsii E.B. Bartram
115. Barbula rothii Herzog
116. Barbula rubriseta E.B. Bartram
117. Barbula salisburiensis Dixon
118. Barbula sambakiana Broth.
119. Barbula satoi (Sakurai) S. He
120. Barbula scleromitra Besch.
121. Barbula semilimbata Dixon & Luisier
122. Barbula semirosulata R.H. Zander
123. Barbula seramensis H. Akiyama
124. Barbula singkarakensis Baumgartner & J. Froehl.
125. Barbula somaliae Müll. Hal.
126. Barbula sordida Besch.
127. Barbula spathulifolia (Dixon & P. de la Varde) R.H. Zander
128. Barbula speirostega Müll. Hal.
129. Barbula stenocarpa Hampe
130. Barbula subcalycina Müll. Hal.
131. Barbula subcernua Schimp.
132. Barbula subcespitosa (Hampe) Broth.
133. Barbula subcomosa Broth.
134. Barbula subdenticulata Dixon.
135. Barbula subglaucescens Müll. Hal.
136. Barbula subgrimmiacea Thér.
137. Barbula subobtusa Thér.
138. Barbula subpellucida Mitt.
139. Barbula subreflexifolia Müll. Hal.
140. Barbula subreplicata Broth.
141. Barbula subrufa Broth. ex Müll. Hal.
142. Barbula subruncinata Müll. Hal.
143. Barbula sumatrana Baumgartner & Dixon
144. Barbula swartziana Müll. Hal.
145. Barbula tenuicoma Müll. Hal. ex Broth.
146. Barbula tenuirostris Brid.
147. Barbula thelimitria Müll. Hal.
148. Barbula tisserantii (P. de la Varde) P. de la Varde
149. Barbula tortelloides Müll. Hal.
150. Barbula translucens Salzm. ex Bruch
151. Barbula trichomanoides Broth. ex Ihsiba
152. Barbula tuberculosa (Renauld & Paris) Cardot
153. Barbula umtaliensis Magill
154. Barbula uncinicoma Müll. Hal.
155. Barbula unguiculata Hedw.
156. Barbula unguiculatula Müll. Hal.
157. Barbula vaginata Warnst.
158. Barbula vardei R.S. Chopra
159. Barbula ventanica Müll. Hal.
160. Barbula vulcanica Lorentz
161. Barbula williamsii (P.C. Chen) Z. Iwats. & B.C. Tan
162. Barbula zambesiaca Magill
163. Barbula zennoskeana B.C. Tan